# Polemon gabonensis
Polemon gabonensis (габонська змієїдна змія) — вид отруйних змій родини земляних гадюк (Atractaspididae). Мешкає в Центральній Африці.

## Підвиди
Виділяють два підвиди:
- Polemon gabonensis gabonensis (Mocquard, 1887);
- Polemon gabonensis schmidti (de Witte & Laurent, 1947).

## Поширення і екологія
Габонські змієїдні змії поширені від Камеруну через Екваторіальну Гвінею, Габон, Республіку Конго і Демократичну Республіку Конго до Уганди, можливо також в Нігерії, Руанді і ЦАР. Вони живуть у вологих рівнинних і гірських тропічних лісах. Ведуть нічний, наземний, риючий спосіб життя. Живляться зміями.